# Henri Bricoult
Henri Bricoult, né à Ormeignies le 3 décembre 1830 et mort dans ce même village le 23 juin 1879, est un homme politique belge francophone libéral.
Agriculteur, il fut échevin et bourgmestre d'Ormeignies, membre du parlement et conseiller provincial de la province de Hainaut.

## Source
- Le Parlement belge 1831-1894. Données Biographiques, Bruxelles, Académie royale de Belgique, Jean-Luc De Paepe, Christiane Raindorf-Gérard, 1996.